# Lindero, San Luis Potosí
Lindero är en ort i Mexiko.   Den ligger i kommunen San Martín Chalchicuautla och delstaten San Luis Potosí, i den sydöstra delen av landet, 210 km norr om huvudstaden Mexico City. Lindero ligger 172 meter över havet och antalet invånare är 119.
Terrängen runt Lindero är kuperad västerut, men österut är den platt. Runt Lindero är det ganska tätbefolkat, med 96 invånare per kvadratkilometer. Närmaste större samhälle är Tamazunchale, 16,5 km väster om Lindero. Omgivningarna runt Lindero är en mosaik av jordbruksmark och naturlig växtlighet.